# Pavel Pol
Pour les articles homonymes, voir Pol.
Pavel Pol (en russe : Павел Поль), né Pavel Nikolaevich Sinitsyn le 10 mai 1887 dans l'Empire russe et mort en 1955 à Moscou (Union soviétique), est un acteur russe et soviétique.
Artiste du peuple de la RSFSR (1947).

## Biographie
En 1904, Pavel Pol commence à se produire dans les Maisons du Peuple de Sokolniki, à l'Aquarium . Après cela, il travaille dans les théâtres de Sibérie, Arkhangelsk, Novorossiysk, interprétant divers rôles comiques.
En 1919, il commence à jouer au théâtre dramatique de Tbilissi et, en 1922, il travaille au théâtre Curved Jimmy.
Il est l'un des organisateurs du Théâtre de la Satire de Moscou et joue également dans des productions cinématographiques.

## Filmographie partielle

### Au cinéma
- 1924 : Aelita
- 1927 : La Jeune Fille au carton à chapeau
- 1954 : Les Garçons de Leningrad